# Pierre Prunet
Pierre Prunet est un architecte français né le 15 janvier 1926 à Maurs (Cantal) et mort le 21 novembre 2005 à Paris (7e arrondissement).

## Biographie

### Origine et formation artistique
Pierre Prunet est le fils de Denys Prunet, directeur de la Banque de France. et de son épouse, Anne Larrivé.
Il fait ses études au Collège Saint-François de Sales à Évreux et à l'École des Beaux-Arts de Paris.
Il obtient le diplôme d'architecte.
En 1993, il fonde avec son fils Pascal l'agence Prunet Architecture et Urbanisme. Établie dans le 7e arrondissement de Paris (7, rue Perronet), elle poursuit l'activité des trois bureaux ouverts par Pierre Prunet, au fil des décennies, à Paris, Rennes et Sèvres. L'agence de Paris ferme toutefois ses portes en 1996, puis celle de Rennes en 1998, l'agence se concentrant à partir de cette date à Sèvres. En 2025, elle y est toujours installée (au 66, rue des Binelles).

### Carrière
Pierre Prunet a été logiste pour le concours de Rome (1956), est architecte en chef (depuis 1956), inspecteur général (1982) puis inspecteur général honoraire des monuments historiques, architecte conseil (1965) puis architecte conseil honoraire au ministère du Logement et de l'urbanisme, membre de l’Académie d'architecture, professeur au Centre d'études supérieures d'histoire et de conservation des monuments anciens de Chaillot (CESHCMA) (depuis 1975), professeur au centre Lemaire de l'université catholique de Louvain (depuis 1987).

## Réalisations
Les principales réalisations de Pierre Prunet sont les suivantes : 
- 1952-53, travaux de relevés sur les fouilles françaises d’Asie Mineure ;
- 1956-65, restauration de monuments historiques, sur les cathédrales de Saint-Malo, Nantes, l'Abbaye de Fontevraud et dans divers départements ;
- 1969, construction de la Caisse d’épargne de Rennes ;
- 1974, construction de la trésorerie générale de Poitiers ;
- 1975, construction de la ZAC de Poitiers ;
- 1977, construction de l'Hôtel de ville d’Aurillac ;
- 1982, construction du Centre culturel de La Flèche ;
- 1983, restructuration de l'Abbaye Toussaint d'Angers pour y accueillir la Galerie David d'Angers, inaugurée en 1984 ;
- 1984, construction du musée David d’Angers (Prix européen des musées décerné par le Conseil de l'Europe et médaille d'or 1994 de la Fondation Toepfer de Hambourg pour la restauration et la muséographie) ;
- 1986, restauration du château du Plessis-Macé ;
- 1986, construction (en collaboration) de l'église du Vieux Doulon à Nantes ;
- 1987, restauration du musée Saint-Jean à Angers, conception et réalisation des vitraux ;
- 1988, aménagement des places du centre ville d'Aurillac ;
- 1989, restauration de la Sainte Chapelle à Paris ;
- 1989, aménagement de la médiathèque dans l'abbaye de Saint Vaast (en collaboration) ;
- 1992, restauration de l'hôtel Tubeuf à Paris ;
- 1992, réalisation des stations « Anatole France » et « République » à Rennes en collaboration ave son fils Pascal Prunet ;
- 1992, réaménagement de l'Abbaye Notre-Dame de Fontevraud (bâtiment d'accueil, église abbatiale, dortoirs, étude du grand cloître, muséographie et présentation des gisants des Plantagenêt (1992).

De 1996 à 2008, le palais de justice de Toulouse est partiellement réhabilité, tandis que le reste est démoli et reconstruit en plus vaste. L'opération est menée par l'agence Prunet Architecture et Urbanisme
Pierre Prunet a également réalisé des logements dans la ville de Rennes.

## Vie privée
Pierre Prunet s'est marié le 19 avril 1955 avec Claudine Pidou-Desgranges et a eu quatre enfants : Pascal, Thérèse, Jean-Baptiste, Marc.

## Décorations
Pierre Prunet a obtenu les décorations suivantes :
- Chevalier de la Légion d'honneur ;
- Officier de l'ordre national du Mérite ;
- {Officier des Arts et des Lettres,
- Commandeur de l'ordre de Saint-Grégoire-le-Grand (Vatican).